# Rhipidarctia saturata
Rhipidarctia saturata är en fjärilsart som beskrevs av Sergius G. Kiriakoff 1957. Rhipidarctia saturata ingår i släktet Rhipidarctia och familjen björnspinnare. Inga underarter finns listade.